# 劉正宗
劉正宗（1600年—1661年），字可宗，號憲石，賜號中軒，山東青州府安丘縣人，軍籍，明末清初政治人物。明崇禎元年進士，官至翰林院編修。明亡仕清，在翰林院多年，官至禮部尚書、文華殿大學士。

## 生平
天啟七年（1627年）丁卯科山東鄉試第三十二名舉人，崇禎元年（1628年）戊辰科三甲第二十四名進士。授真定府推官，升翰林院編修。崇禎十七年（1644年）避戰亂攜眷南下，投奔南京弘光帝朝廷。
順治二年（1645年）清軍南下，破南京，三年（1646年）正月奉詔至北京，任內國史院編修，六年（1649年）升侍講學士，八年（1651年）改侍讀學士，十年（1653年）升內弘文院大學士，加太子太保，同年十一月升吏部尚書，十二年（1655年）三月遷內弘文院大學士，十四年（1657年）加少傅兼太子太傅，十五年（1658年）改禮部尚書、文華殿大學士。劉正宗與劉希孟、劉正衡並稱為“北海劉氏三株樹”。工詩好書法，順治帝得名書畫，經他鑑定後才歸府收藏。十七年（1660年）得罪順治帝，“從寬免死，籍家產之半，入旗，不許回籍”，從此一病不起，十八年（1661年）康熙帝即位，憫其衰老而赦貸，同年去世。康熙四十五年（1706年）歸葬安丘城東北的劉氏祖塋。

## 著作
著有《御墨樓詩選》、《逋齋詩集》、《木天草》、《雪鴻齋草》等。

## 家族
兄劉正衡、劉正監。次女為曹貞吉、曹申吉母。